# Pirkach (Deining)
Pirkach ist ein Gemeindeteil der Gemeinde Deining im Landkreis Neumarkt in der Oberpfalz.

## Geografie
Das Kirchdorf Pirkach liegt auf einem Juraplateau, in südlicher Richtung von Großalfalterbach.

## Geschichte
Im ältesten Lehenbuch des Hochstifts Eichstätt ist Pirkach um 1305/20 erwähnt, als der baierische Ministeriale Dietrich I. von Parsberg bzw. von Baratzhausen mit dem Zehent belehnt wurde.
1480 ist Pirkach im Visitationsbericht des Generalvikars Vogt aus Eichstätt als Filiale St. Johannes der Täufer der zur Herrschaft Holnstein gehörenden Pfarrei Batzhausen erwähnt. Die kurpfälzische Regierung in Amberg, Amt Holnstein, führte 1540 in Pirkach die Reformation ein. 1549 heißt es in einer Holnsteiner Amtsbeschreibung: „Pirkach halb holnsteinisch, nach Alfalterbach gepfarrrt, halb Wisbeckisch (Neuburg), nach Batzhausen gehörig, wird aber eingenommen von der [holnsteinschen] Herrschaft.“ In einer Pfarrbeschreibung von 1604 werden drei Anwesen als nach Alfalterbach gepfarrt bezeichnet. 1627 führte die Kurpfalz die katholische Religionsausübung wieder ein.
Am Ende des Alten Reiches, um 1800, bestand Pirkach aus 17 Untertanen-Anwesen, die zum kurpfalz-baierischen Pflegegericht Holnstein gehörten und hochgerichtlich dem kurfürstlichen Schultheißenamt Neumarkt unterstanden. Die Abgaben wurden an das Pflegamt Holnstein als der Grundherrschaft geleistet. Es gab drei ganze Höfe, auf denen die Familien Weichert, Bogner und Bögerl saßen, zwei Halbhöfe mit den Untertanen Schmid und Bayer sowie zwölf kleinere Höfe. Die Gemeinde hatte ein Hirtenhaus.
Im Königreich Bayern wurde der Steuerdistrikt Großalfalterbach im Landgericht Neumarkt gebildet, dem auch Pirkach zugeordnet war und der 1811 Ruralgemeinde wurde. Mit dem Gemeindeedikt von 1818 wurde die Ruralgemeinde Großalfalterbach geformt, die das Pfarrdorf Großalfalterbach und das Kirchdorf Pirkach umfasste. Das Repertorium zum Atlasblatt Neumarkt vermeldet 1836 für Pirkach: „Dorf, 18 Häuser, 1 Filialkirche, 1 Wirthshaus, 1 Ziegelhütte.“ Die Gemeinde Großalfalterbach und damit auch Pirkach wurde am 9. Oktober 1827 dem Landgericht und Rentamt Beilngries zugeordnet, unterstand aber 1820 bis 1848 dem Patrimonialgericht I. Klasse der Grafen von Holnstein. 1873 gab es an Großvieh in Pirkach sechs Pferde und 109 Stück Rindvieh.
Bei einem Großfeuer 1929 wurden vier Wohnhäuser und fünf Scheunen eingeäschert. 1937 waren 23 Katholiken des Ortes „rechts der Straße“ nach Großalfalterbach gepfarrt, während der größere Teil des Ortes (102 Katholiken) nach Batzhausen gepfarrt war. In den Jahren nach dem Zweiten Weltkrieg waren vorübergehend viele Flüchtlinge und Heimatvertriebene in Pirkach untergebracht. Am 1. Mai 1978 wurde die Gemeinde Großalfalterbach aus dem aufgelösten Landkreis Beilngries nach Deining in den Landkreis Neumarkt in der Oberpfalz eingemeindet. 2003 wurde die Kanalisation durchgeführt, danach wurden alle Straßen neu asphaltiert.

### Einwohnerentwicklung
- 1830: 092 (18 Anwesen)[10]
- 1871: 108 (39 Gebäude)[11]
- 1900: 103 (18 Wohngebäude)[12]
- 1937: 125[13]
- 1950: 165 (22 Anwesen)[14]
- 1961: 116 (21 Wohngebäude)[15]
- 1987: 115 (27 Wohngebäude, 31 Wohnungen)[16]
- 2011: 103

## Filialkirche St. Johannes der Täufer

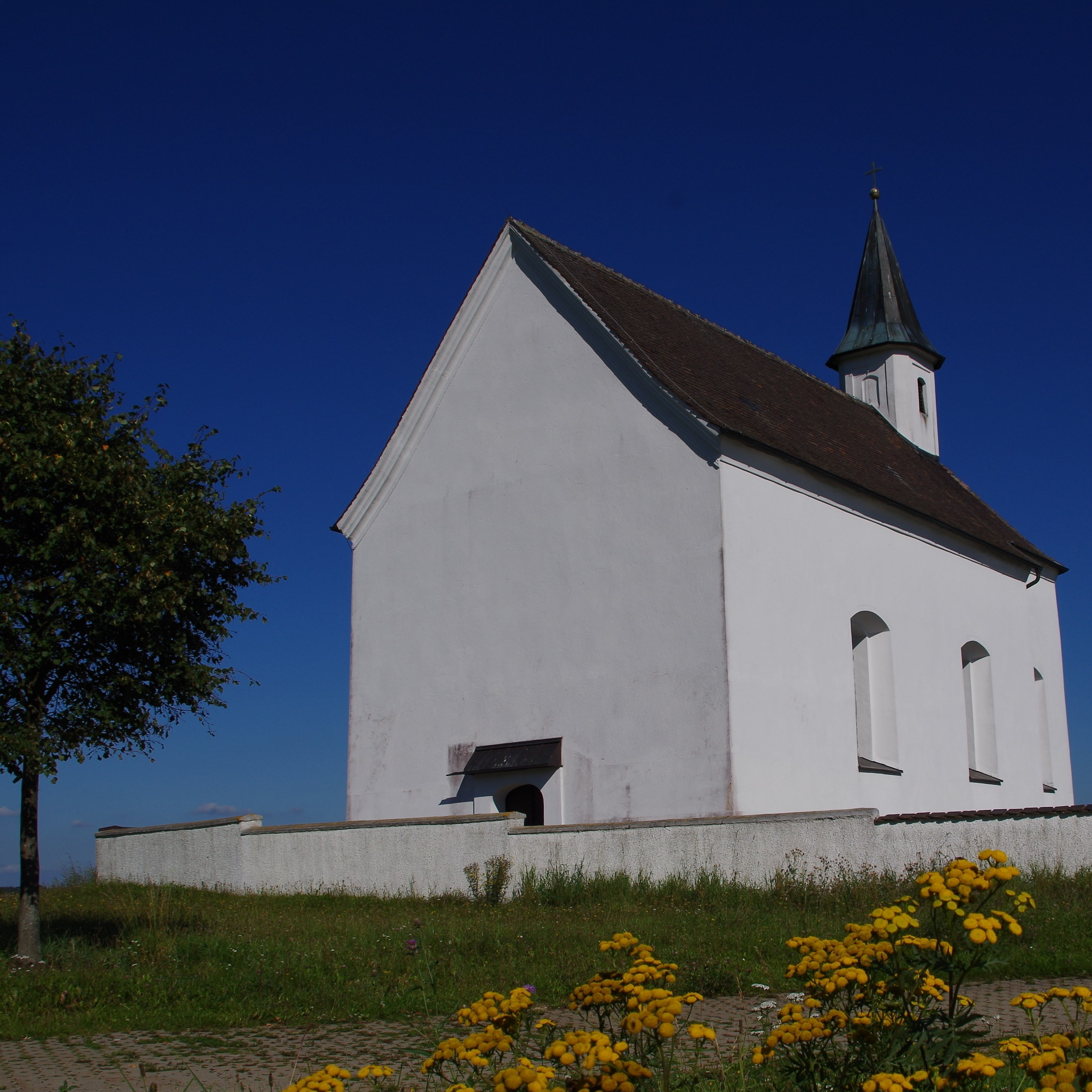
Filialkirche St. Johannes der Täufer

Die Kirche von Pirkach mit dem Patronat Sankt Johann Baptist galt laut einem Visitationsbericht von 1629 als „eingefallen“. Erst fast ein Jahrhundert später, 1724, ließ Pfarrer Kaspar Harburger das Gotteshaus in den Maßen 12 × 7 m (Schiff) neu bauen. 1726 wurden Kirche und Friedhof konsekriert. Der Dachreiter wurde 1801 aufgesetzt. 1974 wurde in die Kirche eingebrochen, der Kreuzweg sowie ein Marienbild wurden geraubt. Die Kirche gilt als Baudenkmal.